# Fillan
Fillan is een plaats in de Noorse gemeente Hitra, provincie Trøndelag. Fillan telt 485 inwoners (2007) en heeft een oppervlakte van 0,81 km². Tussen 1886 en 1964 was Fillan een zelfstandige gemeente, die deel uitmaakte van de toenmalige provincie Sør-Trøndelag. Het dorp heeft een houten kerk uit 1789.